# Bernard Oyharçabal
Beñat Oihartzabal Bidegorri (o de vegades en francès Bernard Oyharçabal), nascut el 17 de març de 1949 a París, és un escriptor de llengua basca, lingüista especialitzat en sintaxi, morfologia, codi-switching, director d'investigació al CNRS i acadèmic a l'Acadèmia de la llengua basca.
És a la direcció de diversos projectes com ara ACOBA (L'alternança còdica en lels parlants bilingües bascòfons), NORANTZ (Creació d'un observatori dels nous parlars bascos) i HIPVAL (Història de les poblacions i variació lingüística als Pirineus de l'Oest).
Ricardo Etxepare succeí Bernard Oyharçabal a la direcció d'IKER (Centre d'investigació sobre la llengua i els textos bascos) al començament de l'any 2009. Fa part del comitè de lectura de Lapurdum.